# Cámaras de tortura rusas en Ucrania
Después de la exitosa contraofensiva del este de Ucrania de 2022 que liberó varios asentamientos y aldeas en la región de Járkov de la ocupación rusa, las autoridades descubrieron cámaras de tortura que habrían sido utilizadas por las tropas rusas durante su tiempo en el control del área.

## En áreas liberadas en septiembre
En la ciudad de Balakliya, que los rusos ocuparon durante seis meses, especialistas forenses, activistas de derechos humanos, expertos en derecho penal e investigadores ucranianos encontraron numerosas pruebas de crímenes de guerra y tortura. Durante la ocupación rusa, las tropas rusas utilizaron un edificio de dos pisos llamado «BalDruk» (en honor a una antigua editorial que tenía una oficina allí antes de la guerra) como prisión y centro de tortura. Los rusos también usaron el edificio de la estación de policía al otro lado de la calle para torturar. Unas 40 personas fueron retenidas en las cámaras de tortura durante la ocupación y sometidas a diversas formas de violencia, como electrocución, palizas y mutilaciones. Uno de los arrestados (porque tenía una foto de su hermano con el uniforme del ejército ucraniano en su casa) y torturado dijo haber escuchado gritos a través de las paredes. Al menos varios prisioneros ucranianos murieron como resultado de la tortura. Aleksándr Kulik, jefe del departamento de información del ayuntamiento de Dergachi, afirmó que varias mujeres jóvenes fueron víctimas de violaciones en grupo que duraron varios días.
Se encontró otra cámara de tortura rusa en el pueblo liberado de Kozacha Lopan, ubicado en la estación de tren local.
En Izium, que el ejército ruso ocupó el 1 de abril de 2022 y que las fuerzas ucranianas liberaron en septiembre de 2022, los periodistas de Associated Press encontraron diez lugares de tortura. Una investigación encontró que ucranianos tanto civiles como prisioneros de guerra eran «rutinariamente» sujetos a tortura. Al menos ocho hombres fueron asesinados bajo tortura.

### Violación como tortura en Izium
De acuerdo a un relato, una mujer de 52 años fue secuestrada por soldados rusos en la zona ocupada de Izium y violada repetidamente mientras golpeaban a su marido. La detuvieron el 1 de julio junto con su marido, les colocaron bolsas en la cabeza y los llevaron a un pequeño cobertizo que servía de sala de torturas en Izium. Los interrogadores rusos le dijeron que «sacarían a golpes lo 'ucraniano' de (ella)» y que nunca encontrarían su cuerpo. Los rusos la desnudaron a la fuerza, la manosearon y le dijeron que enviarían fotos del acto a sus familiares para humillarla a ella y a ellos. Luego, la mujer fue violada repetidamente por el comandante de la unidad durante los siguientes tres días, mientras que simultáneamente los otros soldados rusos golpeaban a su esposo en un garaje cercano. El violador luego describiría la agresión al esposo. Ella intentó suicidarse ahorcándose, pero no funcionó. Posteriormente, los soldados rusos comenzaron a torturarla con descargas eléctricas en los pies, mientras se reían de su dolor. El comandante ruso también obtuvo el número de banco de la mujer y robó los fondos de su cuenta. La mujer y su esposo fueron liberados el 10 de julio cuando los rusos los arrojaron con los ojos vendados en una gasolinera cercana. Se abrieron paso a través de varios países hacia una parte de Ucrania que no estaba ocupada por los rusos y, después de que Izium fuera liberada en septiembre, regresaron a casa.

## Cámaras de tortura en otras áreas
En julio de 2022, The Guardian informó sobre las cámaras de tortura en el óblast de Zaporiyia ocupado por los rusos basándose en el testimonio de un niño de 16 años que estuvo detenido en una de ellas a partir de abril. El niño fue arrestado por soldados rusos cuando intentaba salir de la ciudad ocupada de Melitópol porque tenía un video en su teléfono, obtenido de las redes sociales, que mostraba a soldados rusos expresando actitudes derrotistas hacia la invasión de Rusia. Estuvo recluido en una prisión improvisada en Vasilivka. Según su testimonio, vio habitaciones donde se realizaba la tortura, así como manchas de sangre y vendajes empapados, y escuchó los gritos de las personas torturadas. La tortura consistía en descargas eléctricas y golpizas y podía durar varias horas.

## Análisis y reacciones
Escribiendo para la revista Time, el periodista Peter Pomerantsev comentó sobre la naturaleza sistémica de la tortura, especulando que la consistencia de los métodos en diferentes regiones significaba que la tortura era una política del ejército ruso en lugar de soldados rebeldes que actuaban en contra de las órdenes.
El presidente ucraniano Volodímir Zelenski declaró que se habían descubierto más de diez cámaras de tortura, junto con fosas comunes, en las áreas de Járkov liberadas por las tropas ucranianas. Zelenski también dijo: «Cuando los ocupantes huyeron, también arrojaron los dispositivos de tortura». La Oficina del Fiscal Regional de Járkov declaró que «los representantes de la Federación Rusa crearon una pseudo-agencia de aplicación de la ley, en cuyo sótano se instaló una cámara de tortura, donde los civiles fueron sometidos a torturas inhumanas».
Los fiscales ucranianos han abierto investigaciones sobre el uso de cámaras de tortura por parte de Rusia.